# Vârful Jidov, Munții Metaliferi
Vârful Jidov, Munții Metaliferi este un vârf muntos de joasă altitudine, având 936 m, bordând depresiunea în care se află localitatea Zlatna, Alba.  Este parte a   Munților Metaliferi, munți de altitudine joasă de origine vulcanică.